# Teucholabis (Teucholabis) adamesi
Teucholabis (Teucholabis) adamesi is een tweevleugelige uit de familie steltmuggen (Limoniidae). De soort komt voor in het Neotropisch gebied.